# Сельское поселение Булатниковское
Се́льское поселе́ние Була́тниковское — упразднённое муниципальное образование (сельское поселение) в Ленинском муниципальном районе Московской области. Образовано в 2005 году, включило 13 населённых пунктов позже упразднённого Булатниковского сельского округа. С 2013 года в состав сельского поселения входят 14 населённых пунктов.
Упразднено 5 августа 2019 года.
Административный центр — рабочий посёлок Измайлово.
Глава сельского поселения — Арчуков Сергей Владимирович.
Председатель Совета депутатов — Холодова Татьяна Александровна.

## Географические данные
Общая площадь — 35,53 км². Муниципальное образование находится в центральной части Ленинского района, и граничит:
- с районами Чертаново Южное, Бирюлёво Западное и Бирюлёво Восточное города Москвы (на севере)
- с районами Северное Бутово и Южное Бутово города Москвы (на западе)
- с городским округом Подольск (на юге)
- с городским поселением Горки Ленинские (на юго-востоке)
- с городским поселением Видное (на востоке)
- с сельским поселением Совхоз имени Ленина (на северо-востоке)

По территории поселения проходят железные дороги Павелецкого (платформа Булатниково на границе с городским поселением Видное) и Курского направлений (платформа Битца).
По территории поселения проходит участок автомобильной дороги М2 «Крым» (Симферопольское шоссе).

## Население
| 2006    | 2007    | 2008    | 2009  | 2010    | 2011    |
| ------- | ------- | ------- | ----- | ------- | ------- |
| 4908    | ↗5990   | ↗6090   | ↗6158 | ↗6976   | ↗6977   |
| 2012    | 2013    | 2014    | 2015  | 2016    | 2017    |
| →6977   | ↗7008   | ↗7161   | ↗9032 | ↗12 007 | ↗14 540 |
| 2018    | 2019    | 2020    |       |         |         |
| ↗19 588 | ↗28 266 | ↗35 215 |       |         |         |

## Населённые пункты
В состав поселения входит 14 населённых пунктов:
| Вид                   | Наименование     | Население, (2010) | ОКАТО          |
| --------------------- | ---------------- | ----------------- | -------------- |
| посёлок               | Битца            | 101               | 46 228 802 007 |
| рабочий посёлок (пгт) | Боброво          | 130               | 46 228 802 010 |
| село                  | Булатниково      | 551               | 46 228 802 015 |
| рабочий посёлок (пгт) | Бутово           | 81                | 46 228 802 008 |
| деревня               | Вырубово         | 144               | 46 228 802 005 |
| рабочий посёлок (пгт) | Дрожжино         | 69                | 46 228 802 009 |
| посёлок               | Дубровский       | 464               | 46 228 802 006 |
| деревня               | Жабкино          | 311               | 46 228 802 003 |
| рабочий посёлок (пгт) | Измайлово        | 1593              | 46 228 802 001 |
| посёлок               | Леспаркхоз       | 33                | 46 228 802 013 |
| рабочий посёлок (пгт) | Лопатино         | 222               | 46 228 802 011 |
| рабочий посёлок (пгт) | Новодрожжино     | 2781              | 46 228 802 014 |
| деревня               | Спасские Выселки |                   | 46 228 802 016 |
| деревня               | Суханово         | 496               | 46 228 802 012 |

Постановлением губернатора области от 27 июня 2019 года в посёлки городского типа (рабочие посёлки) преобразованы 6 населённых пунктов: деревни Боброво, Бутово, Дрожжино, Лопатино и посёлки (сельского типа) Измайлово и Новодрожжино.

## Глава
- Арчуков, Сергей Владимирович - избран в 2013 от Партии социальной защиты.